# Veszteséges tömörítés
A veszteséges tömörítés az adattömörítési algoritmusok egy osztálya, ami a veszteségmentes tömörítéssel ellentétben nem teszi lehetővé a tömörített adatból az eredeti adatok pontos rekonstrukcióját, ám egy „elég jó” rekonstrukciót igen. Az interneten használják leginkább, a telefóniás és streamelési alkalmazásokban. A veszteséges tömörítési módszerekre általában codec néven hivatkoznak.

## A veszteséges tömörítés fajtái
Két alapkoncepció létezik veszteséges tömörítésre:
- a veszteséges transzformációs kodekekben a forrásból (hang, kép stb.) mintavétel történik, ezt új bázistérbe transzformálják, majd kvantálják. A végeredményt entrópia-kódolásnak (például Huffman-kódolás) vetik alá.
- a veszteséges prediktív kodekekben az adott mintát megelőző és/vagy követő minták segítségével próbálják megjósolni az aktuális hangmintát vagy képkockát. A megjósolt adat és a valós adat közti eltérést (a jóslás reprodukálásához szükséges egyéb információkkal együtt) kvantálják és kódolják.

Egyes rendszerekben a két technikát kombinálják, és transzformációs kodekkel tömörítik a prediktív kodek hibajelét.

## Veszteséges és veszteségmentes tömörítés
A veszteséges módszerek használatának az az előnye a veszteségmentes módszerekhez képest, hogy sok esetben a veszteséges tömörítés sokkal kisebb fájlt képes előállítani, mint bármely veszteségmentes, és még így is kellően jó minőséget ér el.
A veszteséges módszereket általában a hang-, kép- és videotömörítés során használják. A tömörítési arány (tehát a tömörített fájl mérete a tömörítetlenhez képest) általában a videók esetében a legjobb (akár 300:1 is lehet látható minőségromlás nélkül), hanganyagnál ez az érték 10:1 körül mozog. A veszteségesen tömörített képeknél is gyakori a 10:1-es tömörítési arány, de a minőségromlás itt vehető észre talán a legkönnyebben.
A veszteségesen tömörített fájl bitszinten teljesen különböző lehet az eredetitől, ugyanakkor az emberi szem vagy fül számára nehéz lehet megkülönböztetni őket. A legtöbb veszteséges tömörítő figyelembe veszi az emberi test anatómiai felépítését: például, hogy az emberi szem bizonyos frekvenciájú fényt lát csak. A hangtömörítés során pedig felhasználják az emberi hallás pszichoakusztikus modelljét, ami tartalmazza, hogy az emberi fül milyen hangmagasságokra érzékenyebb, vagy hogy az egyszerre megszólaló frekvenciák hogyan maszkolják egymást.

## Példa veszteséges tömörítésre
|  |  |  |

A fenti képek demonstrálják, hogyan csökkenti a fájlméretet a veszteséges tömörítés. A kép egy levelibékáról készült kép 128×128 képpontnyi részlete.
- Az első kép 39 798 bájt méretű.
- A második kép tömörítve lett (JPEG quality 15) és csaknem 97%-kal kisebb, 1250 bájtos. Jól észrevehetően egyes részletek elvesztek.
- A harmadik kép, erős tömörítés után (JPEG quality 5) 98,5%-kal kisebb, mindössze 662 bájtos. A tömörítési hibák (compression artifacts), a JPEG-tömörítés blokkjai sokkal észrevehetőbbek.

Bár a harmadik kép minősége nagyon rossz, a béka még mindig felismerhető. A jó veszteséges tömörítési algoritmusok képesek arra, hogy a „kevésbé fontos” információkat kidobják, a „lényeges” információkat pedig meghagyják az eredeti fájlból.

## Veszteséges tömörítési módszerek

### Képi adatok tömörítése

#### Képtömörítés
- Fraktáltömörítés
- JPEG
- JPEG2000, a JPEG utódja, ami waveleteket használ.
- Wavelet tömörítés
- Cartesian Perceptual Compression: CPC-ként is ismert
- DjVu
- ICER, amit a Marsjáró is használt: a JPEG2000 rokona, wavelet-alapú

#### Videotömörítés
- Flash (JPEG sprite-okat is támogat)
- H.261
- H.263
- H.264/MPEG-4 AVC
- MNG (JPEG sprite-okat is támogat)
- Motion JPEG
- MPEG-1 Part 2
- MPEG-2 Part 2
- MPEG-4 Part 2
- Ogg Theora (nincsenek vele szabadalmi problémák)
- Sorenson video codec
- VC-1

### Hangtömörítés

#### Zene
- AAC – például az Apple Computer használja, .mp4 fájlok hangsávjának tipikus tömörítése
- ADPCM
- ATRAC
- Dolby AC-3
- MP2
- MP3
- Musepack
- Ogg Vorbis (nincsenek vele szabadalmi problémák)
- WMA – a Microsoft fejlesztése

#### Beszédtömörítés
- CELP
- G.711
- G.726
- HILN
- AMR (GSM cellákban használják, például a T-Mobile)
- Speex (nincsenek vele szabadalmi problémák)

### Egyéb adattípusok
Technikai értelemben, egy szöveg méretének csökkentése a magánhangzók eltávolításával szintén veszteséges tömörítésnek tekinthető. A szöveg általában még így is értelmezhető marad, a mássalhangzók nyújtatta kontextus segítségével. A kutatók félig-meddig viccesen veszteséges tömörítést végeztek akkor is, amikor a hosszú szavakat a szövegben közel azonos jelentésű rövidebb szavakra cserélték , bár ez már inkább a veszteséges adatkonverzió kategóriájába tartozik.